# Tadeusz ze Stepancmindy
Tadeusz (Tato) ze Stepancmindy (zm. VI w.) – święty mnich chrześcijański.
Według hagiografii pochodził z Syrii. W młodości dołączył do klasztoru założonego przez mnicha Jana i razem z nim opuścił pustynię w Syrii jako jeden z dwunastu wybranych uczniów. Razem z innymi mnichami z wspólnoty kierowanej przez Jana żył następnie na górze Zaden (późniejsza Zedazeni), uznawany przez miejscową ludność za świętego ascetę i cudotwórcę. Następnie na polecenie Jana opuścił górę, by razem z mnichami Dawidem, Szio, Pirosem z Bretii, Michałem i Izydorem udał się do Kartlii, gdzie działał już inny uczeń Jana, biskup Ise z Cilkani.
Hagiografia prawosławna nazywa go "filarem świętej wiary". Początkowo prowadził działalność misyjną w Mcchecie, po czym wrócił w okolice góry Zedazeni i u jej podnóża założył nowy klasztor. Następnie powrócił do czynnej działalności misyjnej w regionie Kartlii i dopiero w późnym wieku osiadł na stałe w założonym przez siebie monasterze Clew. Tam też zmarł.